# La Dame et le Barbu
Pour plus de détails, voir Fiche technique et Distribution.
La Dame et le Barbu (淑女と髯, Shukujo to hige) est un film japonais muet réalisé par Yasujirō Ozu et sorti en 1931.

## Synopsis
Kiichi Okajima, est un étudiant sans le sou aux compétences martiales au kendo éprouvées. Il attire la moquerie des femmes avec ses manières conservatrices, sa tenue négligée et sa grande barbe broussailleuse qu'il porte avec fierté. Un jour, alors qu'il se rendait à l'anniversaire d'Ikuko, la sœur de son ami Teruo Yukimoto, il porte secours à Hiroko, une jeune femme en passe de se faire dérober son argent par Satoko. Il se rend dans l'entreprise de Hiroko pour un entretien d'embauche mais n'est pas accepté. Hiroko lui suggère de se raser la barbe et Kiichi finit à regret par s'exécuter. Une fois imberbe, il décroche un emploi dans un hôtel et attire l'attention de la sœur de Yukimoto et de Satoko. Mais son cœur est tourné vers Hiroko, et malgré la déclaration d'amour de Satoko, leur confiance mutuelle est inébranlable.

## Fiche technique
- Titre original : 淑女と髯 (Shukujo to hige?)
- Titre français : La Dame et le Barbu
- Titre alternatif : La Femme et les Favoris
- Réalisation : Yasujirō Ozu
- Assistants réalisateurs : Yasushi Sasaki et Akira Kiyosuke
- Scénario : Komatsu Kitamura (ja)
- Gags : Yasujirō Ozu (crédité sous le nom de James Maki)
- Photographie : Hideo Shigehara et Minoru Kuribayashi
- Cadreur : Yūharu Atsuta
- Montage : Hideo Shigehara et Minoru Kuribayashi
- Société de production : Shōchiku
- Pays d'origine :  Empire du Japon
- Format : noir et blanc — 1,37:1 — 35 mm — muet
- Genre : comédie
- Durée : 75 minutes (métrage : huit bobines - 2 051 m[1])
- Date de sortie :
  - Empire du Japon : 7 février 1931[1]

## Distribution
- Tokihiko Okada : Kiichi Okajima
- Hiroko Kawasaki : Hiroko
- Chōko Iida : la mère de Hiroko

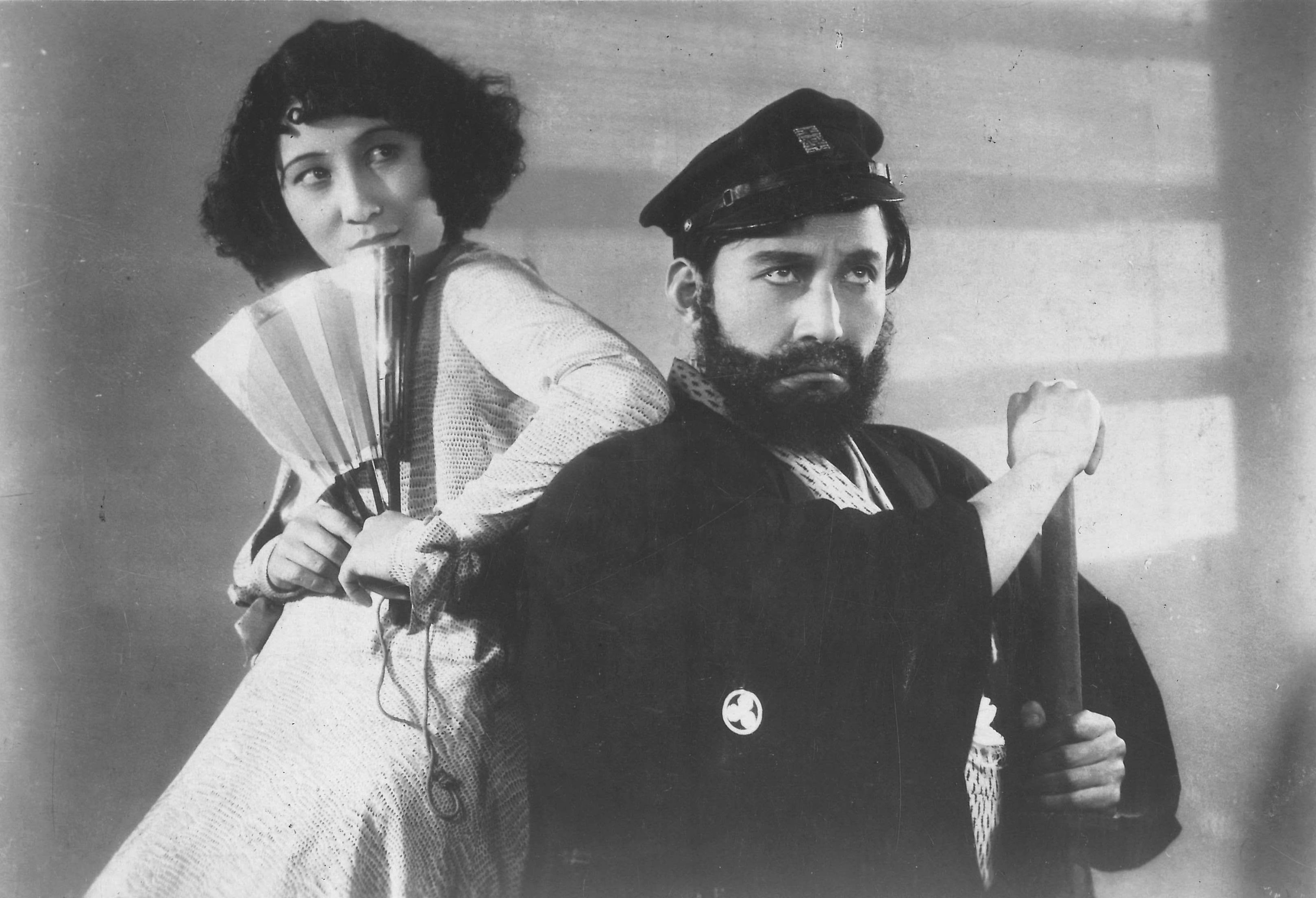
Scène du film avec Satoko Date et Tokihiko Okada.

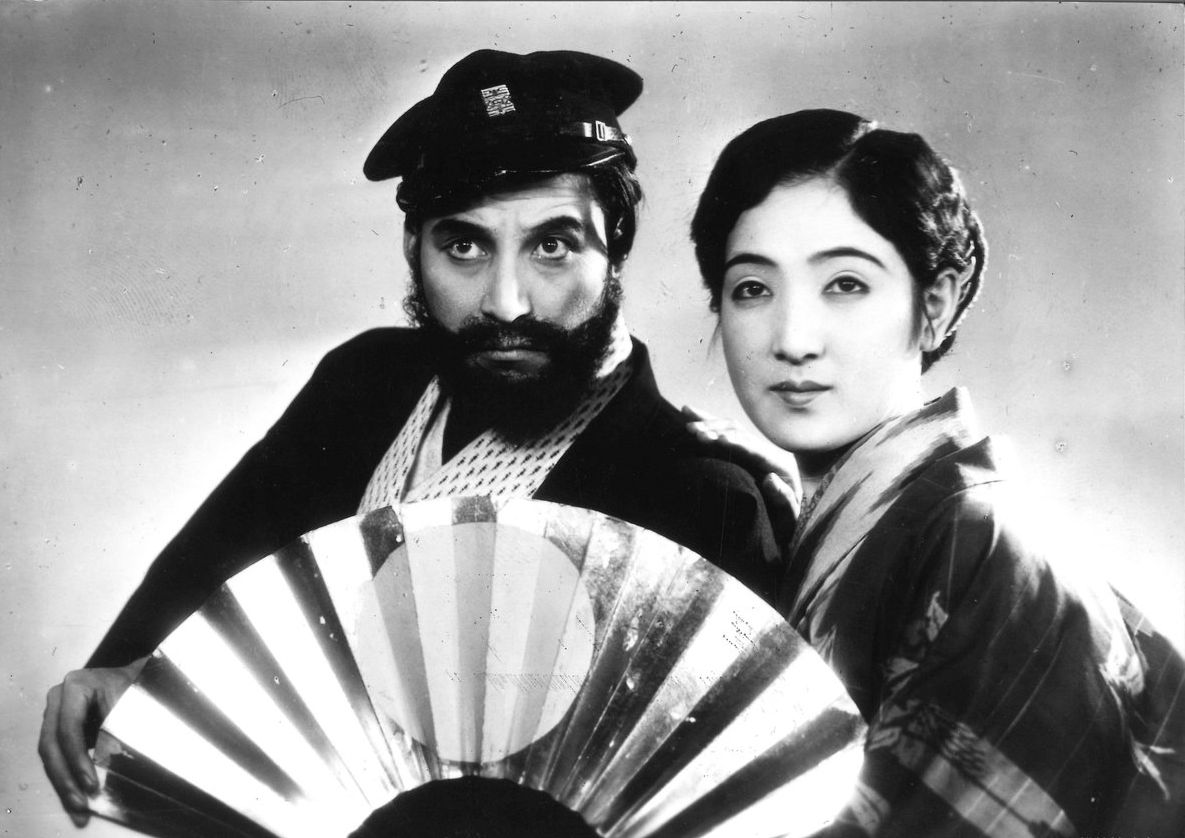
Scène du film avec Tokihiko Okada et Hiroko Kawasaki.

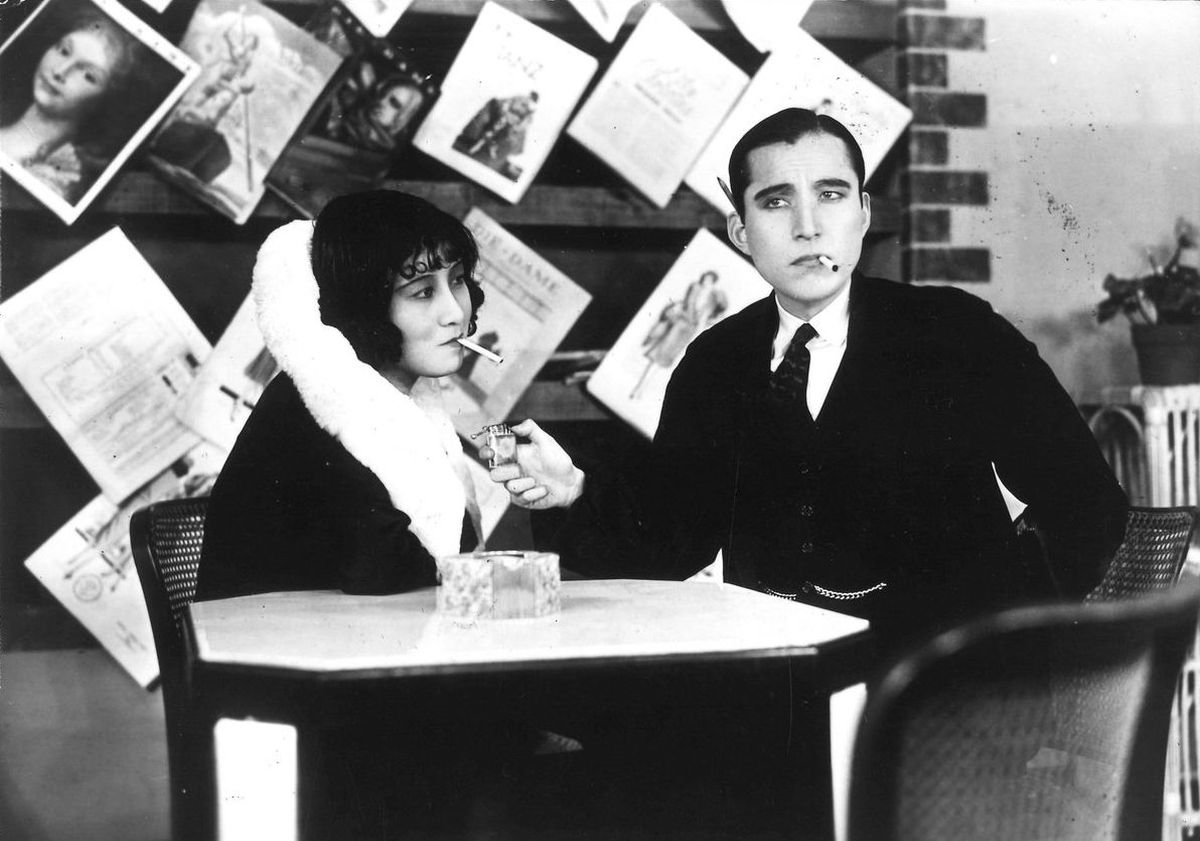
Scène du film avec Satoko Date et Tokihiko Okada.

- Satoko Date : Satoko, la fille moderne aux mauvaises fréquentations
- Ichirō Tsukita (ja) : Teruo Yukimoto
- Toshiko Iizuka : Ikuko, la sœur cadette de Teruo
- Mitsuko Yoshikawa : leur mère
- Takeshi Sakamoto : le majordome de Teruo
- Tatsuo Saitō : un client de l'hôtel
- Sōtarō Okada (ja) : le patron de Hiroko
- Yasuo Nanjo : jeune homme riche et moderne
- Fumiko Katsuragi : sa mère
- Tomio Aoki : jeune arbitre de kendo
- Yukiko Inoue : une amie d'Ikuko (non créditée)

## Autour du film
Yasujirō Ozu a tourné le film en huit jours.